# Langues temotu

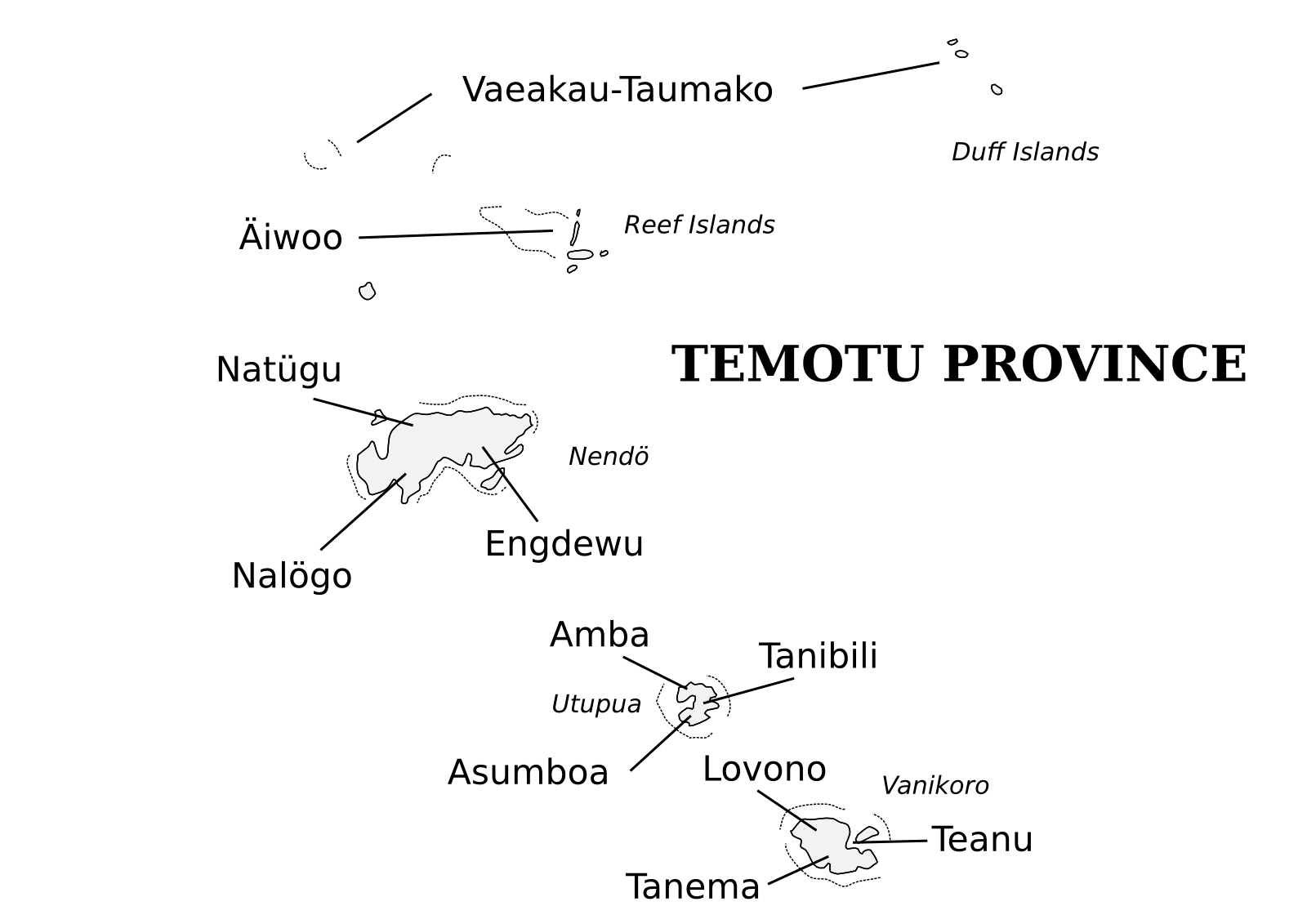
La province de Temotu compte onze langues: les dix du groupe temotu, plus la langue polynésienne vaeakau-taumako.

Les langues Temotu désignent une branche des langues océaniennes, dont l'existence a été proposée par Ross et Næss en 2007.

## Nom
Le groupe emprunte son nom de la province de Temotu des Salomon, province dans laquelle toutes les langues de ce groupe sont parlées. Cette unité administrative se confond essentiellement avec l'archipel connu sous le nom des îles Santa Cruz.

## Langues
Selon Ross et Næss, le groupe Temotu serait lui-même divisé en deux branches:
- langues Utupua-Vanikoro (groupe connu autrefois comme la branche « Eastern Outer Islands » de la famille océanienne)
  - trois langues parlées à Utupua (nembao, asumboa, tanimbili)
  - trois langues parlées à Vanikoro (teanu, lovono, tanema)
- langues Reefs–Santa Cruz (en) (autrefois considérées comme des langues papoues)
  - une langue parlée dans les îles Reef (äiwoo)
  - trois langues parlées sur l'île de Nendö (natügu (en), nalögo et nanggu)